# ASP World Tour 2009
Cet article présente la saison 2009 du Championnat du monde de surf.

## Palmarès détaillé 2009

### 2009 Hommes

#### Calendrier
| Date                      | Lieu                                | Pays                | Compétition                   | Vainqueur        |
| ------------------------- | ----------------------------------- | ------------------- | ----------------------------- | ---------------- |
| 28 février-11 mars        | Gold Coast, Queensland              | Australie           | Quiksilver Pro                | Joël Parkinson   |
| 7 avril-19 avril          | Bells Beach, Victoria               | Australie           | Rip Curl Pro Surf             | Joël Parkinson   |
| 9 mai-20 mai              | Teahupoo, Tahiti                    | Polynésie française | Billabong Pro Teahupoo        | Bobby Martinez   |
| 27 juin-5 juillet         | Florianópolis, Santa Catarina       | Brésil              | Hang Loose Santa Catarina Pro | Kelly Slater     |
| 9 juillet-19 juillet      | Jeffreys Bay                        | Afrique du Sud      | Billabong Pro Jeffreys        | Joël Parkinson   |
| 11 septembre-20 septembre | Trestles, Californie                | États-Unis          | Hurley Pro                    | Mick Fanning     |
| 23 septembre-4 octobre    | Côte du Sud-Ouest                   | France              | Quiksilver Pro France         | Mick Fanning     |
| 5 octobre-17 octobre      | Mundaka, Communauté autonome basque | Espagne             | Billabong Pro                 | Adriano de Souza |
| 19 octobre-28 octobre     | Peniche                             | Portugal            | Rip Curl Pro Search           | Mick Fanning     |
| 8 décembre-20 décembre    | Banzai Pipeline, Oahu               | États-Unis          | Billabong Pipeline Masters    | Taj Burrow       |

#### Classement
Seuls les 8 meilleurs résultats sont pris en compte (italique :résultats non pris en compte)
| Rang | Nom                 | Pays           | Points | 1   | 2   | 3   | 4   | 5   | 6   | 7   | 8   | 9   | 10  | Remarques             |
| 1    | Mick Fanning        | Australie      | 7140   | 3   | 5   | 9   | 5   | 17  | 1   | 1   | 9   | 1   | 9   |                       |
| 2    | Joël Parkinson      | Australie      | 6772   | 1   | 1   | 9   | 3   | 1   | 17  | 17  | 17  | 3   | 17  |                       |
| 3    | Bede Durbidge       | Australie      | 6468   | 5   | 17  | 17  | 5   | 9   | 3   | 2   | 5   | 2   | 5   |                       |
| 4    | Taj Burrow          | Australie      | 6314   | 3   | 17  | 2   | 5   | 17  | 33  | 5   | 5   | 9   | 1   |                       |
| 5    | Adriano de Souza    | Brésil         | 6148   | 2   | 17  | 5   | 2   | 17  | 5   | 33  | 1   | 9   | 17  |                       |
| 6    | Kelly Slater        | États-Unis     | 6136   | 17  | 17  | 17  | 1   | 9   | 3   | 5   | 3   | 17  | 2   |                       |
| 7    | C.J. Hobgood        | États-Unis     | 5880   | 5   | 5   | 5   | 3   | 9   | 9   | 9   | 5   | 9   | 5   |                       |
| 8    | Bobby Martinez      | États-Unis     | 5606   | 33  | 9   | 1   | 9   | 5   | 33  | 5   | 9   | 5   | 17  |                       |
| 9    | Damien Hobgood      | États-Unis     | 5438   | 5   | 17  | 9   | 9   | 2   | 9   | 17  | 17  | 5   | 5   |                       |
| 10   | Dane Reynolds       | États-Unis     | 5219   | 9   | 33  | 33  | 33  | 3   | 2   | 9   | 17  | 9   | 3   |                       |
| 11   | Jordy Smith         | Afrique du Sud | 4828   | 9   | 3   | 9   | 17  | 17  | 33  | 9   | 9   | 5   | 17  |                       |
| 12   | Taylor Knox         | États-Unis     | 4816   | 17  | 9   | 5   | 17  | 5   | 5   | 9   | 9   | 17  | 17  |                       |
| 13   | Tom Whitaker        | Australie      | 4742   | 9   | 9   | 5   | 9   | 17  | 33  | 17  | 9   | 9   | 9   |                       |
| 13   | Kieren Perrow       | Australie      | 4742   | 17  | 5   | 9   | 33  | 9   | 9   | 9   | 9   | 17  | 9   |                       |
| 15   | Frederick Patacchia | États-Unis     | 4638   | 9   | 3   | 17  | 33  | 17  | 17  | 17  | 5   | 9   | 9   |                       |
| 16   | Dean Morrison       | Australie      | 4448   | 33  | 9   | 17  | 17  | 5   | 17  | 9   | 17  | 17  | 3   |                       |
| 17   | Kai Otton           | Australie      | 4321   | 33  | 9   | 17  | 33  | 3   | 9   | 17  | 9   | 9   | 33  |                       |
| 18   | Kekoa Balcaso       | États-Unis     | 3987   | 17  | 5   | 33  | 9   | 17  | 9   | 33  | 9   | 33  | 17  | Rookie of the year    |
| 19   | Mick Campbell       | Australie      | 3756   | 33  | 17  | 3   | 9   | 9   | Inj | 17  | 17  | 33  | 33  |                       |
| 20   | Chris Davidson      | Australie      | 3722   | 9   | 33  | 33  | 17  | 17  | 17  | 17  | 2   | 33  | 33  |                       |
| 21   | Michel Bourez       | France         | 3612   | 33  | 17  | 33  | 17  | 9   | 5   | 9   | 17  | 33  | 33  | 2° Rookie of the year |
| 22   | Ben Dunn            | Australie      | 3607   | 33  | 33  | 17  | 17  | 9   | 17  | 5   | 17  | 17  | 33  |                       |
| 23   | Adrian Buchan       | Australie      | 3417   | 5   | 17  | 17  | Inj | Inj | 17  | 33  | 17  | 17  | 17  |                       |
| 24   | Tiago Pires         | Portugal       | 3376   | 17  | 17  | 33  | 17  | 33  | 17  | 3   | 17  | 33  | 33  |                       |
| 25   | Jérémy Florès       | France         | 3290   | 9   | 17  | 17  | 9   | 17  | 17  | 33  | Inj | Inj | Inj |                       |
| 26   | Roy Powers          | États-Unis     | 3285   | 17  | 33  | 33  | 17  | 17  | 9   | 17  | 33  | 17  | 17  |                       |
| 27   | Drew Courtney       | Australie      | 3242   | 17  | 9   | 33  | 33  | 33  | 33  | 33  | 5   | 9   | 33  |                       |
| 28   | Tim Reyes           | États-Unis     | 3237   | 33  | 17  | 17  | 9   | 17  | 33  | 33  | 33  | 5   | 33  | Rétrogradé en WQS     |
| 29   | Hector Alvès        | Brésil         | 3232   | 17  | 33  | 17  | 17  | 33  | 5   | 17  | 33  | 17  | 33  | Rétrogradé en WQS     |
| 30   | Tim Boal            | France         | 3100   | 17  | 17  | 17  | 17  | 33  | 17  | 9   | 33  | 33  | 33  | Rétrogradé en WQS     |
| 31   | Greg Emslie         | Afrique du Sud | 3095   | 17  | 33  | 33  | 17  | 17  | 17  | 17  | 17  | 17  | 33  | Rétrogradé en WQS     |
| 32   | Jay Thompson        | Australie      | 2920   | 17  | 9   | 9   | 33  | 33  | 17  | 33  | 33  | 33  | 33  | Rétrogradé en WQS     |
| 32   | Josh Kerr           | Australie      | 2920   | 17  | 33  | 9   | 17  | 33  | 9   | Inj | 33  | 33  | 33  | Rétrogradé en WQS     |
| 34   | Chris Ward          | États-Unis     | 2915   | 33  | 17  | 33  | 9   | 17  | 33  | 33  | 17  | 33  | 17  | Rétrogradé en WQS     |
| 34   | Dayyan Neve         | Australie      | 2915   | 17  | 17  | 17  | 17  | 33  | 33  | 33  | 33  | 33  | 9   | Rétrogradé en WQS     |
| 36   | Mikael Picon        | France         | 2910   | 33  | 33  | 33  | 17  | 17  | 17  | 33  | 17  | 17  | 17  | Rétrogradé en WQS     |
| 36   | Nic Muscroft        | Australie      | 2910   | 17  | 33  | 33  | 33  | 17  | 17  | 17  | 17  | 17  | 33  | Rétrogradé en WQS     |
| 38   | Dustin Barca        | États-Unis     | 2862   | 17  | 33  | 17  | 5   | 33  | 33  | 17  | 33  | 33  | 33  | Rétrogradé en WQS     |
| 39   | Aritz Aranburu      | Espagne        | 2821   | 33  | 33  | 3   | 33  | 33  | 33  | 17  | 17  | 33  | 33  | Rétrogradé en WQS     |
| 40   | Jihad Khodr         | Brésil         | 2730   | 9   | 17  | 33  | 33  | 33  | 33  | 33  | 17  | 17  | 33  | Rétrogradé en WQS     |
| 41   | Nathaniel Curran    | États-Unis     | 2545   | 33  | 33  | 33  | 17  | 9   | 33  | 33  | 33  | 17  | 33  | Rétrogradé en WQS     |
| 41   | Phillip MacDonald   | Australie      | 2545   | 33  | 33  | 17  | 33  | 33  | 33  | 17  | 33  | 33  | 9   | Rétrogradé en WQS     |
| 43   | David Weare         | Afrique du Sud | 2540   | 17  | 17  | 33  | 33  | 33  | 17  | 33  | 17  | 33  | 33  | Rétrogradé en WQS     |
| 44   | Marlon Lipke        | Allemagne      | 2170   | 33  | 33  | 17  | 33  | 33  | 33  | 33  | 33  | 17  | Inj | Rétrogradé en WQS     |
| 45   | Luke Stedman        | Australie      | 1985   | Inj | Inj | Inj | Inj | Inj | 17  | Inj | Inj | Inj | 33  | Repêché par l'ASP     |
| 46   | Gabe Kling          | États-Unis     | 1800   | 33  | Inj | Inj | Inj | Inj | Inj | Inj | Inj | Inj | 33  | Retraite              |

#### Participants
- Remplaçants (modifiés en février 2009 suite forfaits Andy Irons et Bruce Irons[3]
  - 31e WCT Jay Thompson  Australie
  - 17e WQS Patrick Gudauskas  États-Unis
  - 32e WCT Ben Bourgeois  États-Unis
  - 18e WQS Yadin Nicol  Australie

### 2009 Femmes

#### Calendrier
| Date                   | Lieu                                             | Pays       | Compétition           | Vainqueur         |
| ---------------------- | ------------------------------------------------ | ---------- | --------------------- | ----------------- |
| 28 février-11 mars     | Gold Coast, Queensland                           | Australie  | Roxy Pro              | Stephanie Gilmore |
| 8 avril-13 avril       | Bells Beach, Victoria                            | Australie  | Rip Curl Pro          | Silvana Lima      |
| 30 septembre-5 octobre | Northern Beaches, Sydney, Nouvelle-Galles du Sud | Australie  | Beachley Classic      | Silvana Lima      |
| 26 octobre-30 octobre  | Peniche                                          | Portugal   | Rip Curl Pro Search   | Coco Ho           |
| 3 novembre-8 novembre  | Punta Rocas, Lima                                | Pérou      | Movistar Peru Classic | Sofia Mulanovich  |
| 25 novembre-6 décembre | Sunset Beach, Oahu, Hawaii                       | États-Unis | Roxy Pro              | Carissa Moore     |
| 8 décembre-20 décembre | Honolua Bay, Maui, Hawaii                        | États-Unis | Billabong Pro         | Stephanie Gilmore |

#### Classement
Seuls les 6 meilleurs résultats sont pris en compte. 
| Rang | Nom               | Pays             | Points | 1  | 2  | 3  | 4  | 5   | 6   | 7   | Remarques 1  | Remarques 2        |
| ---- | ----------------- | ---------------- | ------ | -- | -- | -- | -- | --- | --- | --- | ------------ | ------------------ |
| 1    | Stéphanie Gilmore | Australie        | 6169   | 1  | 2  | 2  | 5  | 2   | 3   | 1   |              |                    |
| 2    | Silvana Lima      | Brésil           | 4944   | 9  | 1  | 1  | 3  | 5   | 9   | 3   |              |                    |
| 3    | Sofía Mulánovich  | Pérou            | 4863   | 5  | 3  | 3  | 5  | 1   | 17  | 2   |              |                    |
| 4    | Coco Ho           | Hawaï            | 4309   | 3  | 9  | 5  | 1  | 3   | 7   | 5   | 1e WQS 2009  | Rookie of the year |
| 5    | Sally Fitzgibbons | Australie        | 4188   | 9  | 3  | 9  | 5  | 3   | 2   | 3   |              |                    |
| 6    | Melanie Bartels   | États-Unis       | 3705   | 2  | 17 | 3  | 5  | 9   | 7   | 5   |              |                    |
| 7    | Chelsea Hedges    | Australie        | 3595   | 5  | 9  | 5  | 2  | 5   | 5   | 9   |              |                    |
| 8    | Paige Hareb       | Nouvelle-Zélande | 2976   | 3  | 5  | 9  | 9  | 5   | 13  | 9   | 4e WQS 2009  |                    |
| 9    | Rebecca Woods     | Australie        | 2803   | 5  | 5  | 5  | 17 | 9   | 17  | 5   | 5e WQS 2009  |                    |
| 10   | Rosanne Hodge     | Afrique du Sud   | 2784   | 9  | 9  | 9  | 3  | 5   | 19  | 9   |              |                    |
| 11   | Samantha Cornish  | Australie        | 2580   | 9  | 5  | 9  | 9  | 9   | 9   | 5   |              | rétrogradée en WQS |
| 12   | Jacqueline Silva  | Brésil           | 2509   | 9  | 5  | 5  | 9  | 9   | 13  | 17  | 11e WQS 2009 | rétrogradée en WQS |
| 13   | Alana Blanchard   | États-Unis       | 2490   | 9  | 9  | 9  | 9  | 9   | 4   | 9   | 12e WQS 2009 | rétrogradée en WQS |
| 14   | Bruna Schmitz     | Brésil           | 2190   | 5  | 9  | 17 | 9  | 17  | 9   | 9   | 8e WQS 2009  | répêchée en ASP    |
| 15   | Jessi Miley-Dyer  | Australie        | 1836   | 17 | 17 | 9  | 9  | 9   | 19  | 9   | 2e WQS 2009  | répêchée en ASP    |
| 16   | Amee Donohoe      | Australie        | 1638   | 9  | 9  | 17 | 9  | Inj | Inj | Inj | 12e WQS 2009 | rétrogradée en WQS |
| 17   | Megan Abubo       | États-Unis       | 1620   | 9  | -  | -  | 9  | 9   | 9   | 17  |              | rétrogradée en WQS |
| 18   | Layne Beachley    | Australie        | 756    | -  | 9  | 9  | -  | -   | -   | -   |              | Retraite           |

Dans la case remarque le classement WQS est définitif

#### Participantes
- Remplaçantes
  - 11e WCT Megan Abubo  États-Unis
  - 12e WQS Laurina McGrath  Australie (déjà seconde remplaçante en 2008)
  - 13e WCT Nicola Atherton  Australie

## Statistiques de l'année

### Victoires par nations
Total 2009
Au 10/11/2009
| Place | Pays           | Hommes WCT | Femmes WCT | Hommes WQS | Femmes WQS | WLT | Total |
| ----- | -------------- | ---------- | ---------- | ---------- | ---------- | --- | ----- |
| 1     | Australie      | 6          | 1          | 7          | 5          | 1   | 20    |
| 2     | Brésil         | 1          | 2          | 10         |            |     | 13    |
| 3     | États-Unis     | 2          |            | 5          | 1          | 1   | 9     |
| 4     | Hawaï          |            | 1          | 3          |            | 1   | 5     |
| 5     | France         |            |            | 3          |            |     | 3     |
| 5     | Afrique du Sud |            |            | 3          |            |     | 3     |
| 5     | Pérou          |            | 1          | 1          | 1          |     | 3     |
| 8     | Japon          |            |            | 2          |            |     | 2     |
| 8     | Espagne        |            |            | 2          |            |     | 2     |
| 10    | Venezuela      |            |            | 1          |            |     | 1     |
| 10    | Canada         |            |            | 1          |            |     | 1     |
| Total |                | 9          | 7          | 38         | 7          | 3   | 64    |

## ASP Régions
Chaque région ASP a aussi son classement en WQS, junior et longboard.